# Ssese-szigetek
A Ssese-szigetek negyvennyolc szigetből álló szigetív a Viktória-tó északnyugati részében, Uganda Kalangala kerületében. A szigetek néhány kivétellel lakottak. 
A szigetek mérete különböző: van köztük kisebb, mint tízezer négyzetméteres, a legnagyobb, Bugala viszont több, mint 40 kilométer hosszan nyúlik el. 
A szigetek két fő csoportban helyezkednek el, amelyeket a Kkome-csatorna valaszt el egymástól. Bugala, a délnyugati csoport tagja ad otthont a szigetek és a kerület fővárosának, Kalangalának. Ugyanehhez a csoporthoz tartozik többek közt Bubeke, Bufumira, Bugaba, Bukasa, Buyova, Funve és Serinya. Az északkeleti csoport fő szigetei Damba, Kkome és Luwaji.
A szigetket a bantu nyelvet beszélő bassese törzs lakja, akik a bagandák és a basogák közeli rokonai. Valamikor régen a szigeteken volt az egész régió szellemi központja.
A Ssese-szigetek fő gazdasagi ága a hatalmas nílusi sügér halászata. A fogás jórészét exportálják és túlhalászás alakult ki. Más gazdasagi ágak a mezőgazdaság, az erdészet és a turizmus. 
A szigeteken változatos az állatvilág, főemlős fajok is élnek itt. 
A szigetekre kompok közlekednek: Bukakatából a bugalai Likuba és Kampalából Bandába és Bukasába.

## Fordítás
- Ez a szócikk részben vagy egészben  a   Ssese Islands című angol Wikipédia-szócikk ezen változatának fordításán alapul.  Az eredeti cikk szerkesztőit annak laptörténete sorolja fel. Ez a jelzés csupán a megfogalmazás eredetét és a szerzői jogokat jelzi, nem szolgál a cikkben szereplő információk forrásmegjelöléseként.